# Municipalitatea Maroneia - Sapes

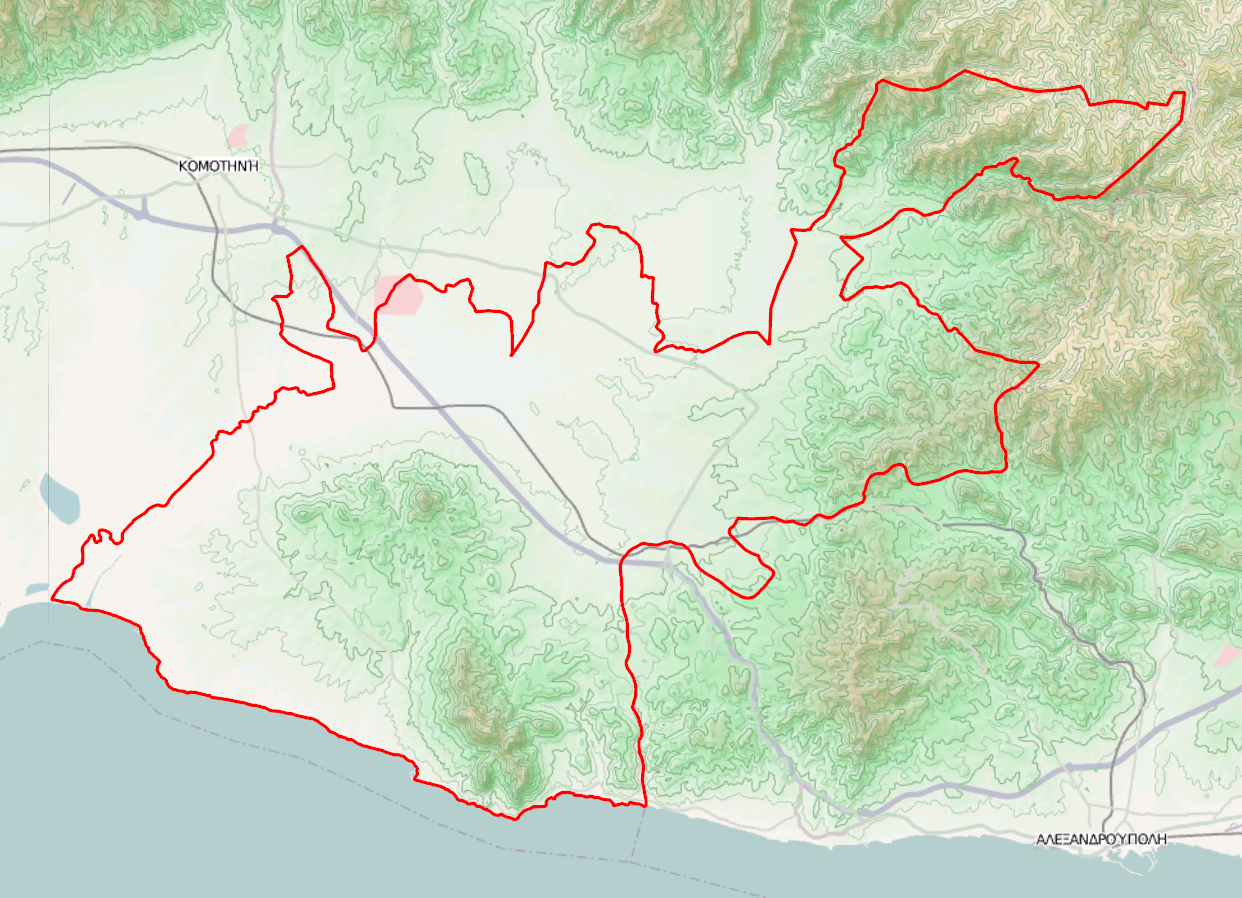
Harta topografică a municipalității Maroneia-Sapes.

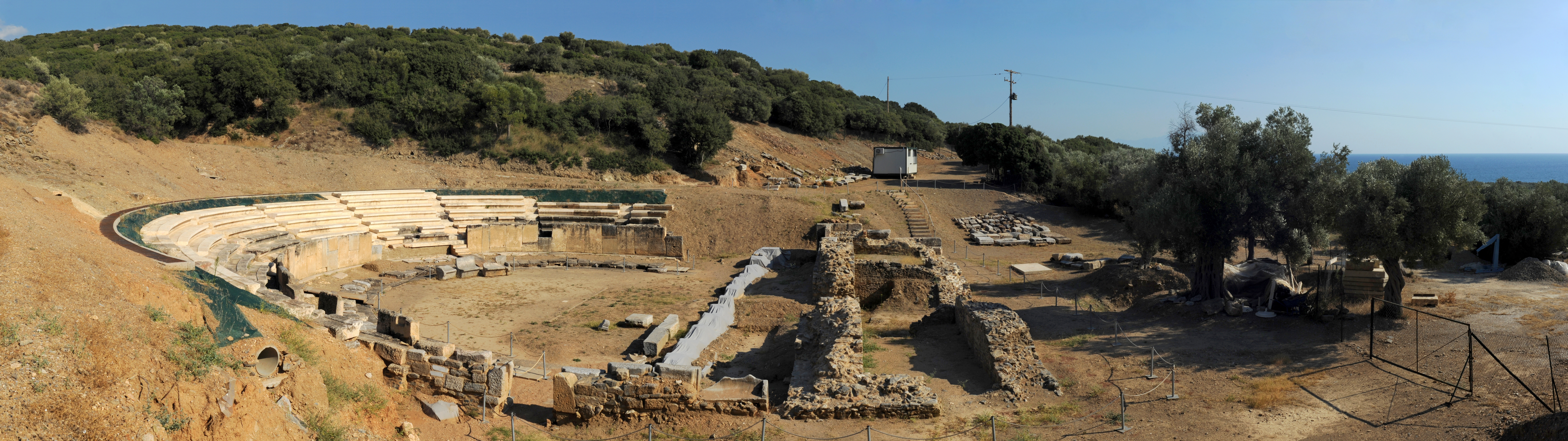
Teatrul antic din Maroneia.

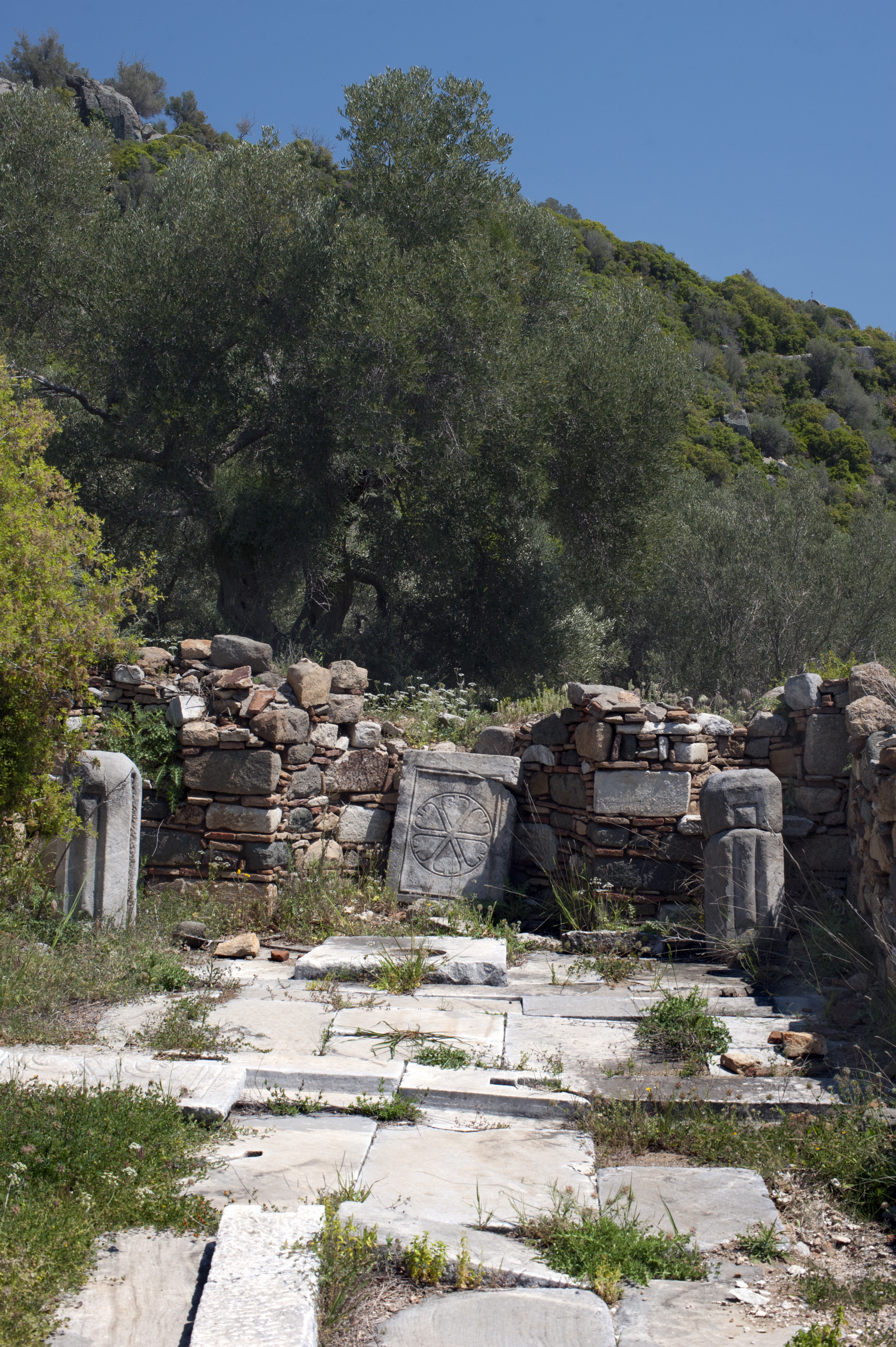
Sinaxia Maroneiei.

Municipalitatea Maroneia-Sapes este o municipalitate din regiunea Macedonia de Est și Tracia care a fost înființată în  2011 prin Programul Kallikratis. A rezultat din fuziunea municipalităților preexistente Maroneia și Sapes. Suprafața municipalității este de 641,8 kmp și populația sa permanentă este de 11.867 locuitori conform recensământului din 2021. Sediul municipalității este orașul Sapes.
Obiectivele din zonă sunt date de Teatrul antic din Maroneia, situl arheologic Synaxis (ruinele unei biserici bazilice cu trei coridoare), plaja Marmaritsa (parte a faliei Maroneia-Makri - o carieră veche de marmură  ), peștera Maroneia și alte situri de interes geologic și de mediu.
Majoritatea locuitorilor din municipalitatea Maroneia-Sapes sunt angajați în agricultură, creșterea animalelor și sub o formă mai restrânsă în pescuit.